# Morten Frendrup
Morten Wetche Frendrup (født 7. april 2001) er en dansk fodboldspiller, der spiller for den italienske Serie A-klub Genoa.

## Klubkarriere
Frendrup startede sin karriere i Tuse IF Fodbold, inden han skiftede til Holbæk B&I. Som U/14-spiller skiftede han til Brøndby IF.

### Brøndby IF
Frendrup startede først på klubbens U/14-hold. Han var med til at vinde pokalturneringen i U/15-rækken over FC Nordsjælland den 11. maj 2016 med en 1-0-sejr, hvor han startede inde. Da han blev U/17-spiller, var han anfører for klubbens hold i U/17 Ligaen. I 2016-17-sæsonen blev Brøndby IF nummer to i rækken, som blev vundet af AGF.
Han var i sommeren 2017 med førsteholdstruppen på træningslejr til Østrig sammen med Masterclass-talenterne Christian Enemark og Andreas Bruus i en alder af 16 år. Han skrev i december 2017 under på en forlængelse af sin kontrakt frem til sommeren 2020.
Han fik sin debut i Superligaen den 11. februar 2018 i en alder af 16 år og 310 dage, da han blev skiftet ind i det 85. minut i stedet for Hany Mukhtar i en 1-3-sejr ude over Lyngby Boldklub. Han blev dermed den yngste debutant i Superligaen nogensinde for Brøndby IF, 37 dage yngre end den næstyngste debutant Magnus Warming. To runder senere, den 25. februar 2018, blev han skiftet ind i det 66. minut i stedet for Simon Tibbling i en kamp, som Brøndby IF vandt 6-1 hjemme over FC Helsingør.
Den 15. marts 2018 skrev Frendrup under på sin første fuldtidsprofessionelle seniorkontrakt. Det bevirkede, at parterne havde papir på hinanden frem til 2021, samt at han blev fast indlemmet i klubbens førsteholdstrup fra sommeren 2018.
Han nåede i alt 93 kampe for Brøndby.

### Genoa
I januar 2022 skiftede Frendrup til den italienske Serie A-klub Genoa C.F.C. og fik en kontrakt til sommeren 2026. To år senere, hvor han havde etableret sig som en profil på holdet, blev kontrakten forlænget til 2028.

## Landshold
Frendrup har spillet på alle de danske ungdomslandshold fra U/16 og til U/21 og opnået i alt 46 kampe, flest på Danmark U/17 med 15 kampe.
I efteråret 2024 blev han første gang udtaget til A-landsholdet, og han fik debut i kampen mod Serbien 8. september.

## Titler
- Superligaen 2020-21 med Brøndby IF.